# Cantone di Pouancé
Il Cantone di Pouancé era una divisione amministrativa dell'arrondissement di Segré.
È stato soppresso a seguito della riforma complessiva dei cantoni del 2014, che è entrata in vigore con le elezioni dipartimentali del 2015.
Comprendeva i comuni di:
- Armaillé
- Bouillé-Ménard
- Bourg-l'Évêque
- Carbay
- La Chapelle-Hullin
- Chazé-Henry
- Combrée
- Grugé-l'Hôpital
- Noëllet
- Pouancé
- La Prévière
- Saint-Michel-et-Chanveaux
- Le Tremblay
- Vergonnes